# Armand Numès
Armand Juda Nunès, dit Armand Numès, né le 7 juillet 1857 à Paris et mort le 2 mai 1933 à Asnières-sur-Seine, est un auteur dramatique, parolier, acteur et réalisateur français.
En duo avec Édouard Hermil, il écrit de nombreux spectacles pour la scène.

## Biographie

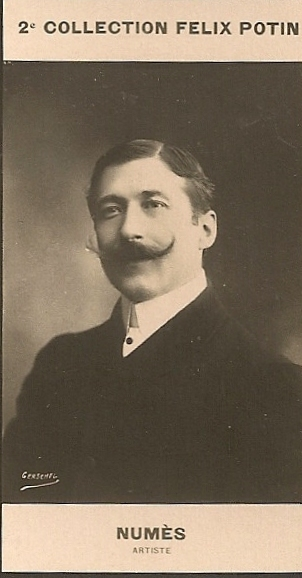

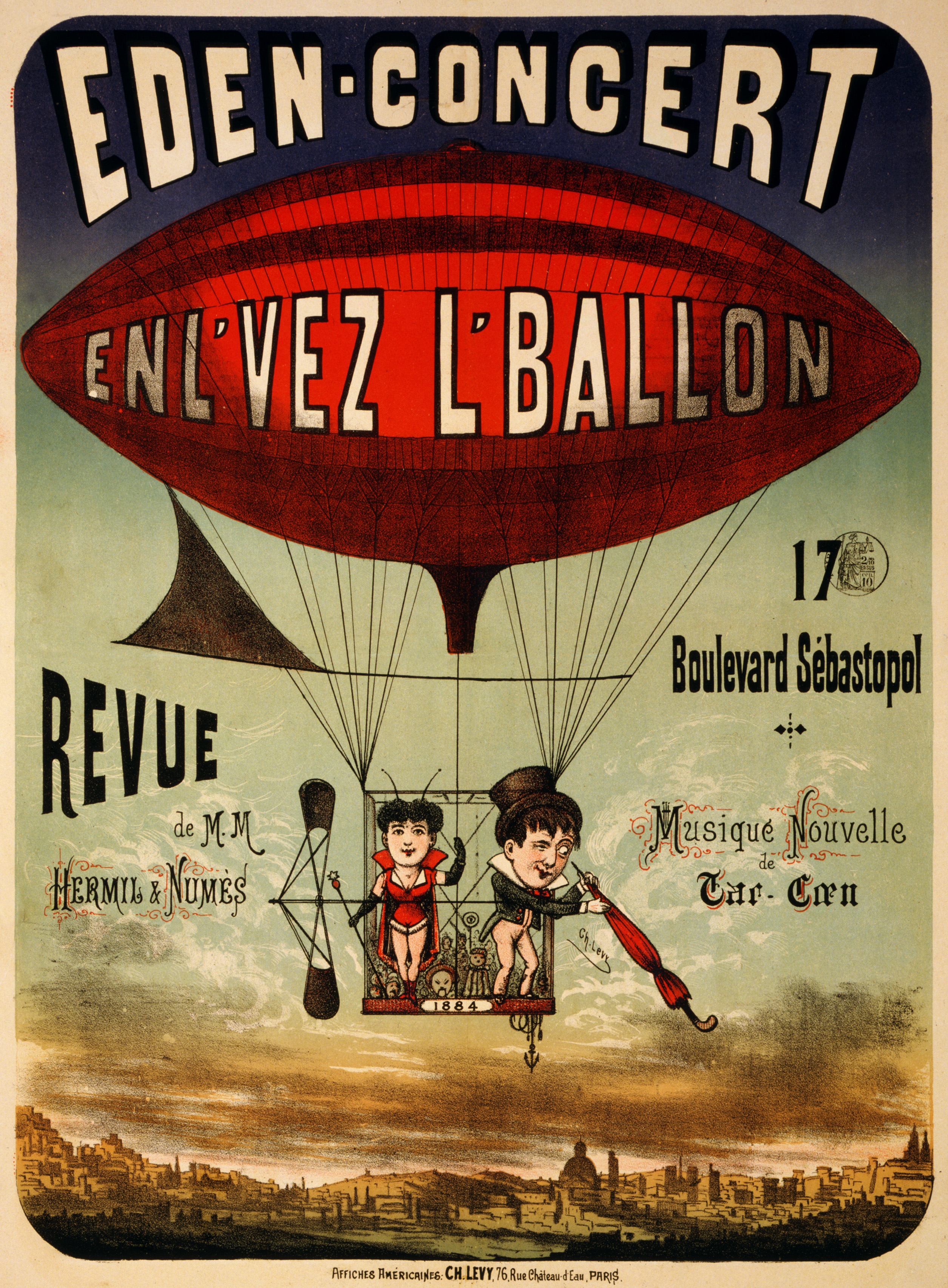
Enl'vez l'ballon, affiche d'une revue-spectacle signée Numès-Hermil à l'Éden-Théâtre (Paris, 1884).

D'abord acteur à partir de 1872, il se fait appeler « Numès » quand il commence à écrire avec son complice Édouard Hermil des vaudevilles et la scène des cafés-concerts, sans doute à partir de 1880. Ce sont en général des spectacles comiques, des folie-opérettes et autres bouffonneries qui connaissent un franc succès, elles sont données entre les grands-boulevards et Montmartre. Avec son frère Léon Nunès (1855-1911), directeur de la Cigale, il co-écrit certaines chansons dès 1877.
Numès commence à faire l'acteur dans des films à partir de 1909 et à réaliser l'année suivante. Son film le plus connu est un court métrage dans la veine comique, La Rente viagère (1909) coréalisé avec Georges Monca.
Il est inhumé au cimetière ancien d'Asnières-sur-Seine.

## Œuvres

### Livrets
Les spectacles sont écrits avec Hermil et pour la scène parisienne, sauf mention contraire :
- 1880 : Atchi !, musique de Frédéric Barbier (Eldorado)
- 1882 : Boum ! servez chaud !, musique d'Auguste de Villebichot (Eldorado)
- 1882 : Mon p'tit oncle, musique de Charles Thony (Eldorado)
- 1882 : Ma vieille branche, musique d'Édouard Deransart (Alcazar d'hiver)
- 1882 : La Fièvre phylloxérique, co-écrit avec Paul Meyan, musique de Frantz Liouville
- 1883 : Politique en ménage, musique de Charles Thony (Dijon)
- 1883 : Soupirs du cœur, musique de Paul Meyan (Eldorado)
- 1883 : Le Nègre de la Porte Saint-Denis, musique de Louis-César Desormes (Eldorado)
- 1884 : Malbrough, musique d'Édouard Deransart (Bougival)
- 1884 : Enl'vez l'ballon, musique de Tac-Coen (Eden-Théâtre)
- 1885 : L'École de Tatété-les-Nèfles, musique de Charles Thony (Eden-Concert)
- 1885 : Suzette, Suzanne et Suzon, musique de Tac-Coen (Eden-Concert)
- 1889 : L'Étudiant pauvre, musique de Carl Millöcker (Menus-Plaisirs)
- 1895 : Déjazet Revue, avec Henry Buguet, musique d'Émile Bonnamy (Théâtre Déjazet)

## Théâtre
Il joue dans :
- 1894 : Pension de famille de Maurice Donnay, Théâtre du Gymnase (création 27 octobre 1894)
- 1908 : Le Roi de Robert de Flers, Gaston Arman de Caillavet, Emmanuel Arène, Théâtre des Variétés
- 1912 : L'Habit vert de Robert de Flers et Gaston Arman de Caillavet, création au Théâtre des Variétés.

## Filmographie partielle

### Comme acteur
- 1910 : La Victime de Sophie (ou ou Victime de l'amour) de Albert Capellani
- 1912 : La Bien-aimée de Maurice Le Forestier
- 1913 : Le Contrôleur des wagons-lits de Charles Prince
- 1918 : La Route du devoir de Georges Monca : Monsieur Cordier
- 1923 : Romain Kalbris de Georges Monca
- 1933 : La Tête d'un homme de Julien Duvivier

### Comme scénariste
- 1910 : Le Noël du peintre de Georges Monca

## Distinctions
- Chevalier de la Légion d'honneur au titre du Ministère de l'Instruction publique (décret du 15 janvier 1928). Parrain : son neveu, le journaliste, romancier, dramaturge et homme politique Pierre Mortier[3].
- Officier de l'Instruction publique (Officier d'Académie), Officier de l'Instruction publique
- Officier de l'Ordre du Nichan Iftikhar